# Leintrey
Leintrey è un comune francese di 149 abitanti (al 1º gennaio 2022) situato nel dipartimento della Meurthe e Mosella nella regione del Grand Est.

## Società

### Evoluzione demografica
Abitanti censiti